# Kreuzkapelle (Arnoldstein)
Koordinaten: 46° 32′ 51,9″ N, 13° 42′ 50,7″ O
Die Kreuzkapelle am östlichen Ortsrand an der alten Hauptstraße von Arnoldstein in Kärnten ist eine in den Jahren 1529 und 1659 entstandene dreiteilige Kapelle, die von Äbten des unweit gelegenen Stifts Arnoldstein errichtet wurde.
Der älteste Teil der Kapelle beherbergt eine Anfang des 16. Jahrhunderts von einem unbekannten Steinmetz in einen Fels am Seltschacher Bach geschlagene Figur, die den gekreuzigten Christus darstellt. Der Legende nach soll das Kruzifix aus dem Stein gewachsen sein; mutmaßlich handelt es sich um eine Stätte heidnischen Glaubens, die man durch den Bau einer Kapelle „christianisieren“ wollte. Der Arnoldsteiner Abt Benedikt Taxer (reg. 1515–1552) ließ diese Kapelle 1529 zum Schutz dieser Figur an den Fels und über den Bach hinweg errichten. Das Kruzifix, bezeichnet mit der Jahreszahl 1517, bildet den Altaraufsatz. An der Außenwand der straßenseitig offenen Bogenhalle befinden sich Fresken. Links des Eingangs veranschaulicht ein Votivbild den Anlass für die Errichtung der Kapelle: Ein Bauer dankt kniend Gott für das Wunder, dass sein vom Blitz getroffenes Vieh vor dem Kreuz zu Boden gesunken war, ohne Schaden zu nehmen. Auf diesem Gemälde sind neben dem Bauern dessen Pferd sowie zwei Ochsen vor einem mit zwei Fässern beladenen Wagen zu sehen. Darunter erläutert eine Inschrift den Anlass der Errichtung der Kapelle:
„Durch einen glantz das Viech hier zu Boden fällt, doch Gott es dem Bauern ohne Schaden erhält. Das dadurch Abt Benedikt bewegt das Kreuz ausbaut, zu dessen Ehr die Kapelle ist auf Stein gebaut. Ist geschehen im Jahr 1592.“
Bei der Jahreszahl handelt es sich offenbar um einen „Zahlendreher“, denn Abt Benedikt verstarb bereits 1552. Das zweite Votivbild rechts neben dem Eingang erinnert an weiteres Wunder, als ein Graf den Sturz von einem Pferd zwar verletzt, aber „bei guten Verstand“ überlebte. Dieses Bild ist mit der Jahreszahl 1539 bezeichnet.

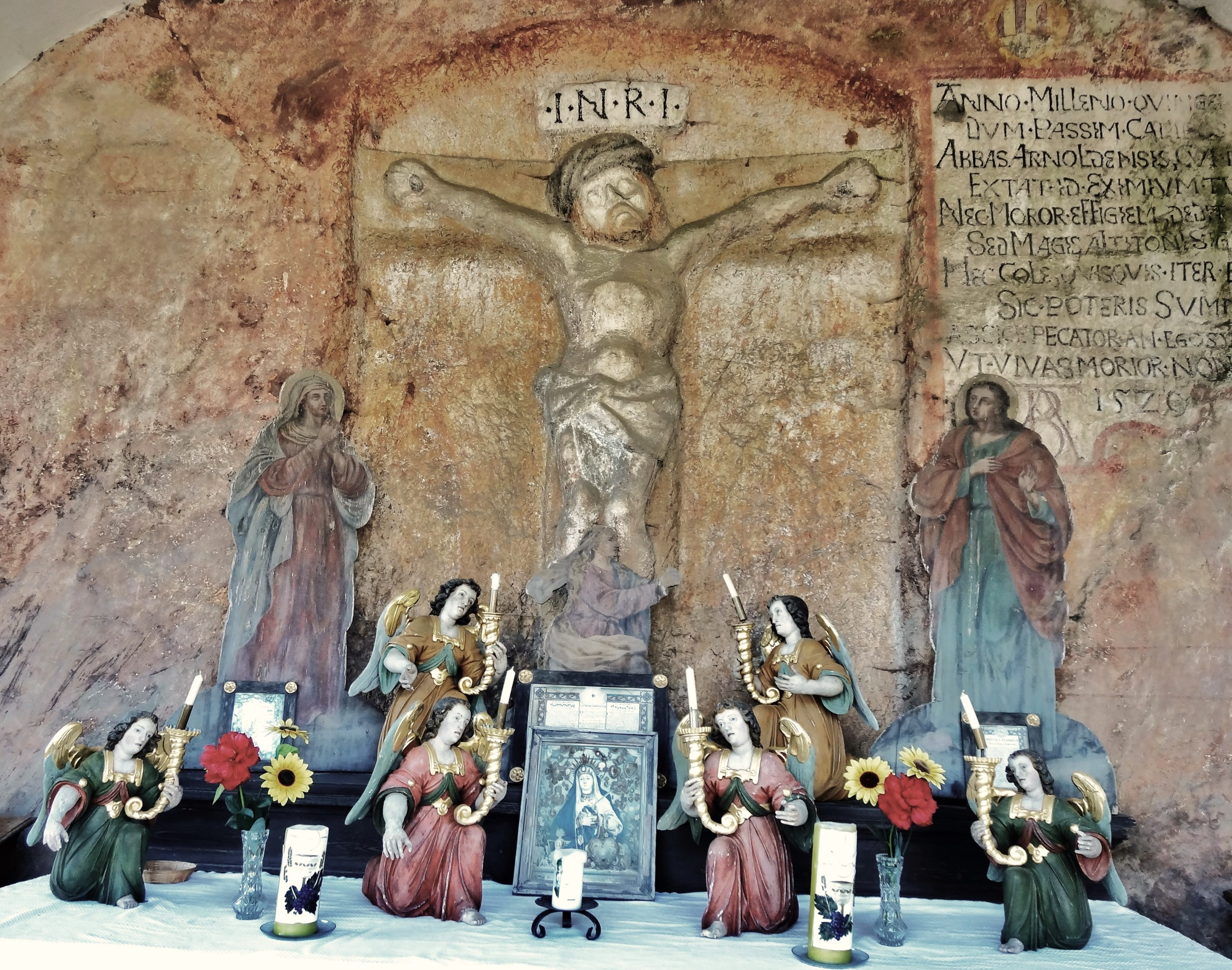
In den Fels geschlagenes Kruzifix
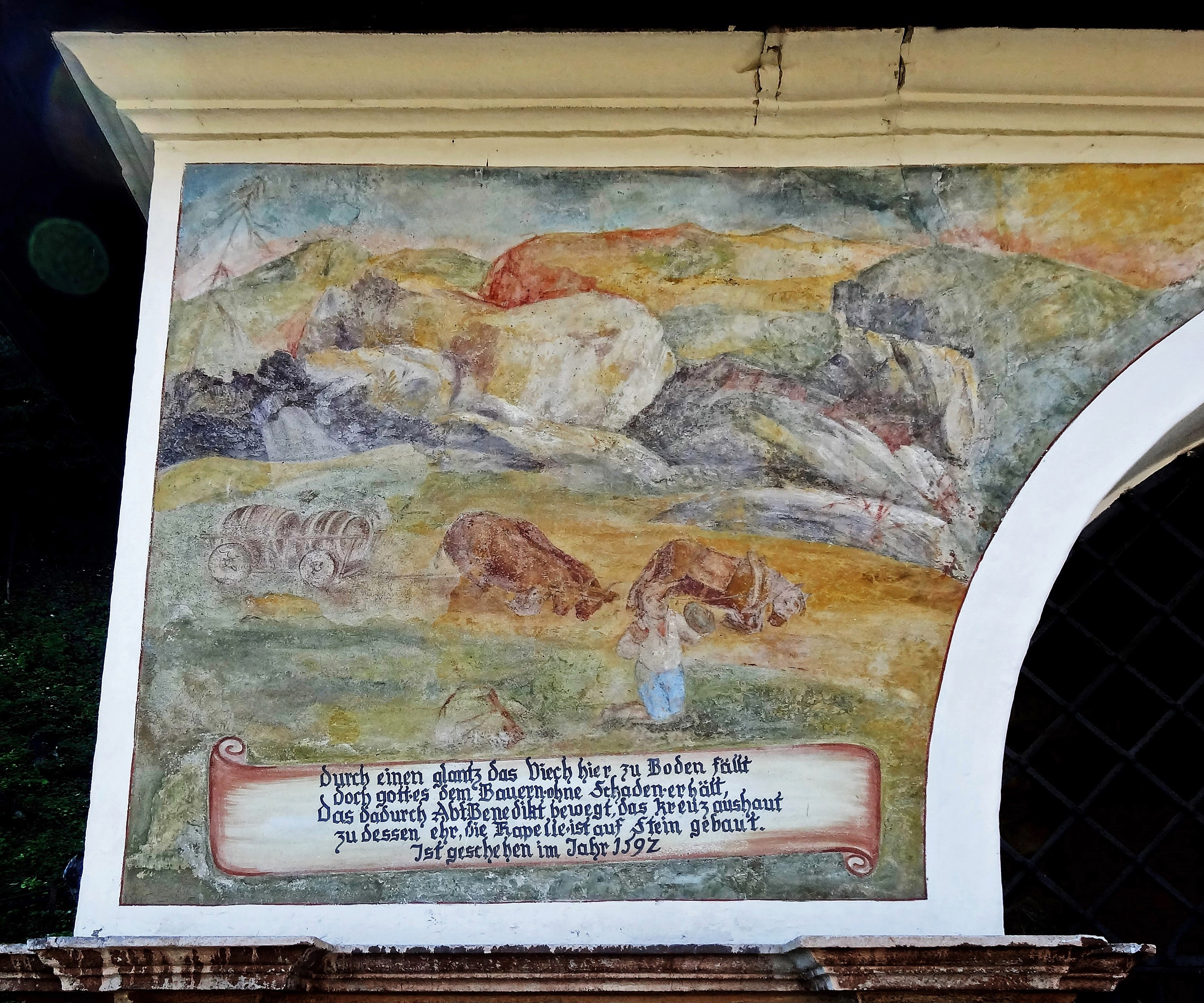
Linkes Votivbild
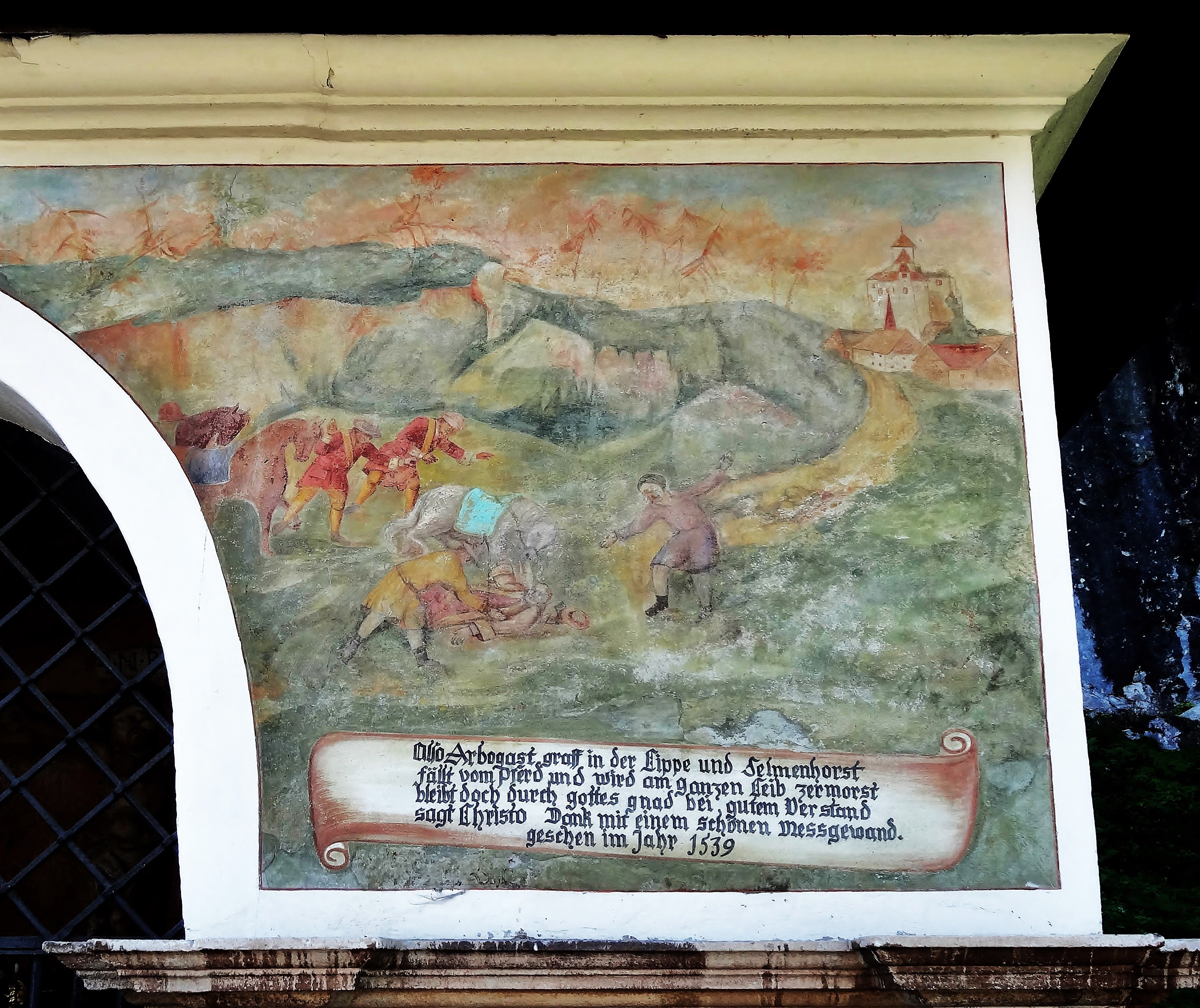
Rechtes Votivbild

Oberhalb der Kapelle, auf dem Felsen, wurde unter Abt Nonnosus Ritter (reg. 1654–1675) ab 1659 eine weitere, deutlich größere Kapelle errichtet. Das Gebäude, das 1666 vollendet wurde, ist nur über eine Brücke über den Berghang erreichbar. Der Weg in das Gebäude führt durch eine Säulenloggia und ein Portal mit gesprengtem Dreiecksgiebel. Oberhalb des Eingangs sieht man ein Bild mit dem Gottvater, der die Schraube einer Weinkelter dreht, die Jesus schmerzvoll in den Kopf gepresst wird. Das Altarbild der Kapelle zeigt die Schmerzen Marias vor dem Kreuz. Die Seitenwände sind mit Darstellungen von der Legende der Kreuzauffindung geschmückt, und mit deutschsprachigen Erklärungen versehen.
Auf der gegenüberliegenden Straßenseite, von der unteren Kapelle durch einen Fahrweg getrennt, steht eine weitere, kleinere Kapelle („Wegkapelle“) mit spätbarockem Bild, das die Kreuztragung Christi darstellt, sowie mit Betbänken für die Gläubigen.